# クラシック・ヒッツ・ライヴ
『クラシック・ヒッツ・ライヴ』（Classic Hits Live、または、Best of Live）は、フォリナー初のライブ・アルバムである。
1993年にリリースされ、1977年から1985年までの様々なコンサートから選りすぐられた彼らの有名曲のライブ・バージョンが多数収録されている。
『Ultimate Classic Rock』誌は、2019年にこのアルバムを「あらゆるロック・レジェンドによる最も素晴らしいライブ・アルバム」リストに選んだ。

## 収録曲
| #   | タイトル                                                                                           | 作詞 | 作曲・編曲 | ライブ収録                                              | 時間 |
| --- | -------------------------------------------------------------------------------------------------- | ---- | ---------- | ------------------------------------------------------- | ---- |
| 1.  | 「ダブル・ヴィジョン - "Double Vision"」(『ダブル・ヴィジョン』(1978年) 収録)                      |      |            | 1979年10月22日 @ The Spectrum, Philadelphia, PA         | 4:49 |
| 2.  | 「つめたいお前 - "Cold as Ice"」(『栄光の旅立ち』(1977年) 収録)                                    |      |            | 1979年10月28日 @ The Memorial Auditorium, Syracuse, NY  | 6:23 |
| 3.  | 「ダメージ・イズ・ダン - "The Damage Is Done"」(『栄光の旅立ち』(1977年) 収録)                     |      |            | 1979年9月7日 @ The Richmond Coliseum, Richmond, VA      | 4:32 |
| 4.  | 「女たち - "Women"」(『ヘッド・ゲームス』(1979年) 収録)                                            |      |            | 1979年10月28日 @ The Memorial Auditorium, Syracuse, NY  | 4:19 |
| 5.  | 「ダーティ・ホワイト・ボーイ - "Dirty White Boy"」(『ヘッド・ゲームス』(1979年) 収録)              |      |            | 1979年10月22日 @ The Spectrum, Philadelphia, PA         | 3:57 |
| 6.  | 「お前に夢中 - "Fool for You Anyway"」(『栄光の旅立ち』(1977年) 収録)                              |      |            | 1977年7月1日 @ WKQX, Chicago, IL                        | 4:29 |
| 7.  | 「ヘッド・ゲームス - "Head Games"」(『ヘッド・ゲームス』(1979年) 収録)                             |      |            | 1979年10月27日 @ The Memorial Auditorium, Rochester, NY | 4:03 |
| 8.  | 「ナット・フェイド・アウェイ - "Not Fade Away"」(バディ・ホリーのカバー (1957年))                  |      |            | 1985年5月14日 @ The Bayou, Washington, DC               | 3:39 |
| 9.  | 「ガール・ライク・ユー - "Waiting for a Girl Like You"」(『4』(1981年) 収録)                       |      |            | 1985年3月24日 @ The Omni, Atlanta, GA                   | 5:39 |
| 10. | 「ジューク・ボックス・ヒーロー - "Juke Box Hero"」(『4』(1981年) 収録)                             |      |            | 1983年7月15日 in Dortmund, Germany                      | 5:42 |
| 11. | 「アージェント - "Urgent"」(『4』(1981年) 収録)                                                    |      |            | 1982年7月17日 @ Anaheim Stadium, Anaheim, CA            | 6:00 |
| 12. | 「ラヴ・メーカー - "Love Maker"」(ベティ・ライトのカバー (1973年))                                 |      |            | 1977年7月1日 @ WKQX, Chicago, IL                        | 6:46 |
| 13. | 「アイ・ウォナ・ノウ - "I Want to Know What Love Is"」(『プロヴォカトゥール (煽動)』(1984年) 収録) |      |            | 1985年3月25日 @ The Omni, Atlanta, GA                   | 6:16 |
| 14. | 「衝撃のファースト・タイム - "Feels Like the First Time"」(『栄光の旅立ち』(1977年) 収録)          |      |            | 1979年10月28日 @ The Memorial Auditorium, Syracuse, NY  | 7:40 |

## パーソネル
- ルー・グラム (Lou Gramm) - リード・ボーカル、パーカッション
- ミック・ジョーンズ (Mick Jones) - ギター、ピアノ、バック・ボーカル
- エド・ガリアルディ (Ed Gagliardi) - ベース、バック・ボーカル
- リック・ウィルス (Rick Wills) - ベース、バック・ボーカル
- イアン・マクドナルド (Ian McDonald) - サクソフォーン、キーボード、ギター、バック・ボーカル
- アル・グリーンウッド (Al Greenwood) - キーボード、シンセサイザー
- デニス・エリオット (Dennis Elliott) - ドラム